# Black Mountain (Carolina del Norte)
Black Mountain es un pueblo ubicado en el condado de Buncombe y en el estado estadounidense de Carolina del Norte. La localidad en el año 2000, tenía una población de 7.511 habitantes en una superficie de 16,7 km², con una densidad poblacional de 450,1 personas por km².

## Geografía
Black Mountain se encuentra ubicado en las coordenadas 35°37′9″N 82°19′32″O / 35.61917, -82.32556. Según la Oficina del Censo, la localidad tiene un área total de 16,7 km² (6,4 mi²), de la cual 16,7 km² (6,4 mi²) es tierra y 0,1 km² (0 mi²) (0.31%) es agua.

### Localidades adyacentes
El siguiente diagrama muestra a las localidades en un radio de 24 kilómetros (14,9 mi) de Black Mountain.
Black Mountain se encuentra
a 186 km al oeste de Charlotte (Carolina del Norte) y
a 748 km al suroeste de Washington D. C.

## Demografía
En el 2000 la renta per cápita promedia del hogar era de $35.541, y el ingreso promedio para una familia era de $43.373. El ingreso per cápita para la localidad era de $20.509. En 2000 los hombres tenían un ingreso per cápita de $28.604 contra $22.476 para las mujeres. Alrededor del 10.10% de la población estaba bajo el umbral de pobreza nacional.